# Kimberly Peirce
Kimberly Peirce (8 de Setembro de 1967, Harrisburg, Pennsylvania, Estados Unidos) é uma diretora e cineasta estadunidense. Kimberly é mais conhecida por seu Meninos Não Choram de 1999, longa que deu o Óscar de Melhor Atriz a Hilary Swank. Depois de 5 anos afastada de produções, Peirce volta em 2013 com uma nova adaptação da famosa obra de Stephen King, Carrie: A Estranha protagonizado por Chloe Moretz e Julianne Moore. Kimberly é homossexual assumida.

## Filmografia
- 1994: The Last Good Breath  (Curta) (Diretora e Roteirista)
- 1999: Boys Don't Cry (Diretora e Roteirista)
- 2006: The L Word  (Série de TV) (Diretora)
- 2008: Stop-Loss (Diretora, Roteirista e Produtora)
- 2013: Carrie (Diretora) [1]